# 칠갑농산
칠갑농산(Chil Kab Farm Products Co., Ltd.)은 대한민국의 농산물 가공 업체로, 쌀을 가공하여 제품을 생산하고 있다. 본사 소재지는 경기도 고양시이다.

## 연혁
- 1989년 4월 경기도 파주시 월롱면 덕은리 322번지 확장이전
- 1990년 11월 14일 농협중앙회장 감사패
- 1990년 12월 석탑산업훈장 서훈
- 1992년 8월 칠갑농산 창업(충남 청양군 청양읍 적누리 237)
- 1993년 1월 부총리겸 통일원 장관상 수상
- 1993년 12월 28일 민주평화통일자문회의 표창
- 1994년 3월 3일 육군 제1733부대 감사패, 파주세무서장 표창
- 1995년 3월 23일 충청남도 기업인 대상 장려상
- 1995년 12월 30일 충청남도 도지사 표창
- 1997년 3월 3일 대전지방 국세청장 표창
- 1997년 3월 26일 경기도 유망 중소기업 지정
- 1997년 9월 10일 충청남도 유망 중소기업 지정
- 1998년 5월 칠갑농산 주식회사로 법인전환
- 2000년 2월 ISO 9002 인증 획득
- 2001년 2월 1일 국민훈장 서류장 서훈
- 2002년 12월 30일 파주시장 표창
- 2003년 2월 ISO 9002 인증 획득
- 2003년 6월 우수기업선정 베스트 상품부분 표창
- 2005년 8월 간편조리면 제조방법 특허
- 2006년 3월 무/우거지 제조방법 특허
- 2006년 11월 대한민국 고객만족 경영대상 수상
- 2007년 6월 HACCP 고시제품(냉동만두류, 레트로트류) 지정획득
- 2007년 7월 HACCP 비고시제품(떡류, 숙면류, 소스류) 지정획득, 최초 해썹인증(청양공장)
- 2011년 8월 해썹인증 냉동식품 중 면류(냉면, 기타면류),떡류, 소스류, 면류
- 2012년 11월 대한민국 브랜드 파워대상
- 2014년 9월 우수쌀가공협회 TOP 10 선정(똑쌀떡국)
- 2014년 12월 농림축산식품부장관 표창상
- 2016년 2월 해썹인증 국수(건면류)
- 2016년 4월 소비자가 뽑은 서비스 만족대상 선정
- 2016년 9월 하이서울 우수상품 어워드 혁신브랜드 부분 선정
- 2017년 1월 '똑쌀떡국' 등 쌀가공품 TOP 10 선정
- 2018년 1월 컨슈머리포트 비빔냉면 1위 선정
- 2019년 1월 농협중앙회 올해의 감사패 수상
- 2019년 3월 '2019 대한민국 혁신대상' 수상

## 사업장 현황
- 물류센터: 경기도 고양시 일산동구 장대길 128-70 (장항동)
- 청양공장: 충청남도 청양군 청양읍 충절로 872-6
- 파주 제1공장: 경기도 파주시 월롱면 휴암로 79번길 50
- 파주 제2공장: 경기도 파주시 월롱면 산들로 125-14